# Selepa celtis
Selepa celtis is een vlinder uit de familie visstaartjes (Nolidae). De wetenschappelijke naam van deze soort is voor het eerst geldig gepubliceerd in 1858 door Moore.
De soort komt voor in tropisch Afrika.